# Liste der Bodendenkmäler in Waakirchen
Auf dieser Seite sind die Bodendenkmäler in der oberbayerischen Gemeinde Waakirchen zusammengestellt. Diese Tabelle ist eine Teilliste der Liste der Bodendenkmäler in Bayern. Grundlage ist die Bayerische Denkmalliste, die auf Basis des Bayerischen Denkmalschutzgesetzes vom 1. Oktober 1973 erstmals erstellt wurde und seither durch das Bayerische Landesamt für Denkmalpflege geführt wird. Die folgenden Angaben ersetzen nicht die rechtsverbindliche Auskunft der Denkmalschutzbehörde.

## Bodendenkmäler der Gemeinde Waakirchen

### Bodendenkmäler in der Gemarkung Schaftlach
| Lage                  | Objekt | Akten-Nr.     | Bild |
| --------------------- | --- | ------------- | ---- |
| Schaftlach (Standort) | Untertägige mittelalterliche und frühneuzeitliche Befunde im Bereich der Katholischen Filialkirche St. Jakobus der Ältere in Piesenkam und ihrer Vorgängerbauten.              | D-1-8136-0111 |      |
| Schaftlach (Standort) | Untertägige frühneuzeitliche Befunde im Bereich der Katholischen Wallfahrtskapelle St. Gregor d. Gr. bei Piesenkam und ihres Vorgängerbaus mit angeschlossener Eremitenklause. | D-1-8136-0112 |      |
| Schaftlach (Standort) | Grabhügel vorgeschichtlicher Zeitstellung. | D-1-8236-0048 |      |
| Schaftlach (Standort) | Untertägige frühneuzeitliche Befunde im Bereich der Katholischen Kapelle St. Sylvester in Hirschstätt.                                                                         | D-1-8236-0056 |      |
| Schaftlach (Standort) | Untertägige mittelalterliche und frühneuzeitliche Befunde im Bereich der Katholischen Pfarrkirche Hl. Kreuz in Schaftlach und ihres Vorgängerbaus.                             | D-1-8236-0060 |      |

### Bodendenkmäler in der Gemarkung Waakirchen
| Lage                  | Objekt | Akten-Nr.     | Bild |
| --------------------- | --- | ------------- | ---- |
| Waakirchen (Standort) | Grabhügel mit Bestattungen der mittleren Bronzezeit und Brandgräbern der späten Bronzezeit.                                                              | D-1-8236-0014 |      |
| Waakirchen (Standort) | Untertägige spätmittelalterliche und frühneuzeitliche Befunde im Bereich der Katholischen Filialkirche St. Georg in Georgenried und ihres Vorgängerbaus. | D-1-8236-0019 |      |
| Waakirchen (Standort) | Untertägige mittelalterliche und frühneuzeitliche Befunde im Bereich der Katholischen Pfarrkirche St. Martin in Waakirchen und ihrer Vorgängerbauten.    | D-1-8236-0049 |      |